# 彥臣生技藥品
彥臣生技藥品股份有限公司（英語：NatureWise Biotech & Medicals Corporation，簡稱：彥臣生技）為台灣生技新藥研發興櫃公司（櫃買中心：4732）。公司成立於2000年，由康洋藥品與新加坡維用生技合資成立。董事長為黃中洋博士。總公司設於台北市松山區，研發地點設於南港生技育成中心（NBIC）。

## 外部連結
- 彥臣生技 健康祐全家+的Facebook專頁
- 彥臣生技藥品股份有限公司官網 （页面存档备份，存于）
- 台灣公司資料 （页面存档备份，存于）